# Linia środkowa boiska
Ten artykuł opisuje zagadnienie koszykarskie zgodne z normami FIBA.
Zasady w ligach NBA, NCAA lub innych mogą różnić się od tutaj przedstawionych.

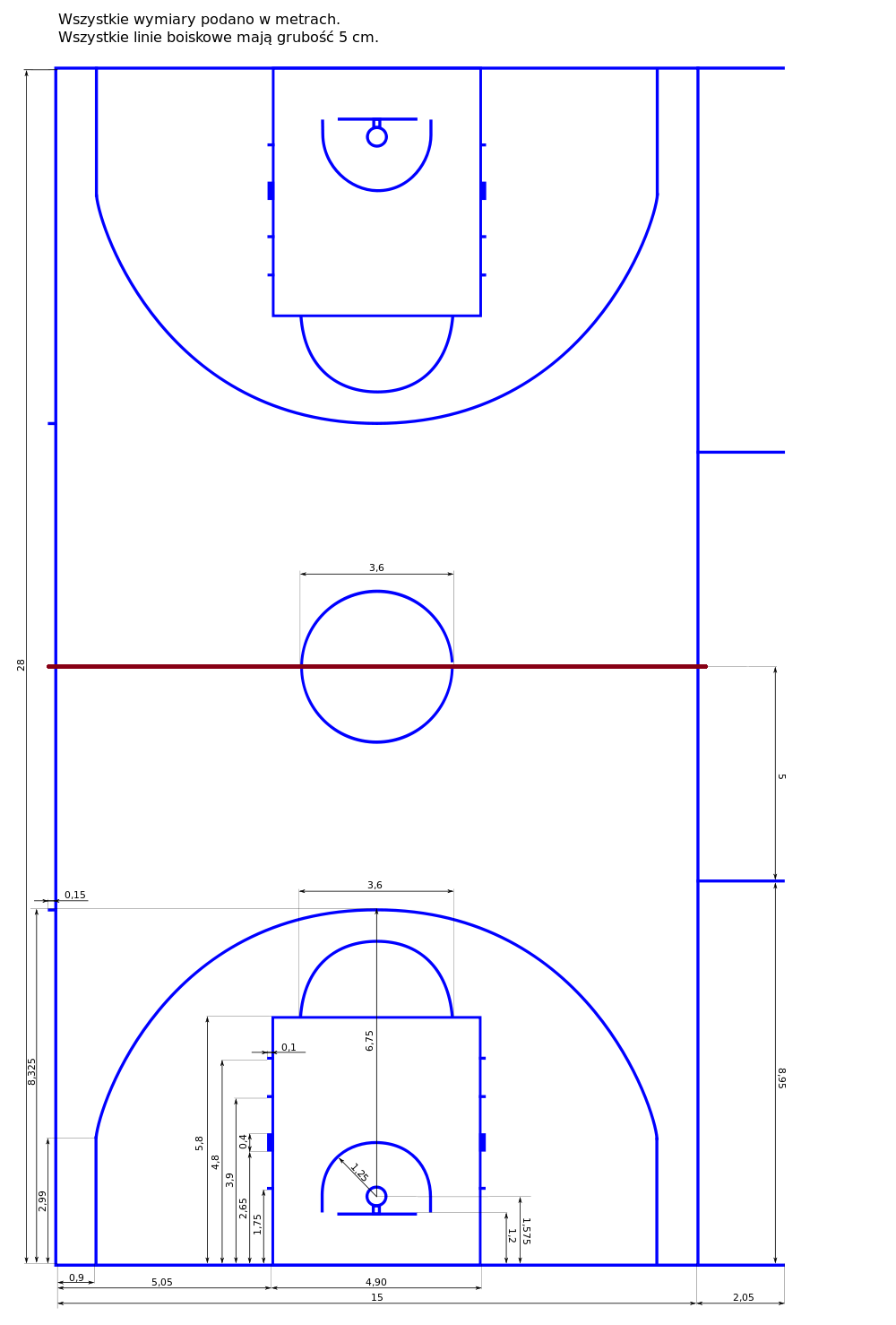
Na czerwono zaznaczona linia środkowa boiska

Linia środkowa – w koszykówce narysowana jest na boisku prostopadle do linii bocznych autu boiska. Wystaje za obie linie autu w długości po 15 centymetrów. 
Przekroczenie linii środkowej boiska zawodnika ataku posiadającego piłkę znajdującego się na połowie przeciwnika i nastąpienie na własną połowę powoduje tzw. błąd połów. Jednak samo nastąpienie na linię połowy (bez jej przekroczenia) również jest błędem, ponieważ zaliczana jest do pola obrony.